# Teyl heuretes
Espèce
Teyl heuretes est une espèce d'araignées mygalomorphes de la famille des Anamidae.

## Distribution
Cette espèce est endémique du Pilbara en Australie-Occidentale,. Elle se rencontre dans les monts Hamersley et vers Newman.

## Description
Le mâle holotype mesure 13,9 mm.

## Publication originale
- Huey, Rix, Wilson, Hillyer & Harvey, 2019 : Open-holed trapdoor spiders of the genus Teyl (Mygalomorphae: Nemesiidae: Anamini) from Western Australia’s Pilbara bioregion: a new species and expanded phylogenetic assessment. Zootaxa, no 4674(3), p. 349-362.